# マシュー・ゴス
マシュー・ゴス（Matthew Goss、1986年11月5日 - ）は、オーストラリア、ローンセストン出身の元自転車競技選手。マット・ゴス（Matt Goss）ともいう。

## 経歴
レースキャリアは、トラックレースから始まった。
2004年
- ジュニア世界選手権自転車競技大会
  - マディソン 優勝
  - 団体追抜 優勝。

2005年
- 世界選手権自転車競技大会・団体追抜3位
- ツアー・オブ・ジャパン区間1勝（第1）

2006年
- サウス・オーストラリア.com-AISと契約。
- 世界選手権・団体追抜優勝。

2007年
- チームCSC（後のチーム・サクソバンク）に移籍。ロードレース中心の活動となる。
- チームタイムトライアル・アイントホーフェン優勝メンバーの一員。
- ツアー・オブ・ブリテン 区間1勝（第3）。

2008年
- ツアー・オブ・ブリテン 区間1勝（第2）。
- ヘラルド・サン・ツアー 区間1勝（第1）。

2009年
- パリ〜ブリュッセル優勝。
- ツール・ド・ワロニー 区間2勝（第3、第5）。
- ジロ・デ・イタリア初出場、総合131位。
- ヘント〜ウェヴェルヘム3位。

2010年
- チーム・コロンビア＝HTC（後の チーム・HTC - ハイロード）に移籍。
- ジロ・デ・イタリア第9ステージ勝利。
- フィラデルフィア・インターナショナル・チャンピオンシップ優勝。
- デンマーク一周 区間1勝（第1）。
- GP西フランス・プルエーでは、アップダウンの激しい難コースを制し優勝。

2011年
- ツアー・ダウンアンダー 総合2位 & スプリント賞 & 区間1勝(第1)
- ツアー・オブ・オマーン 区間1勝（第2）。
- パリ〜ニース 区間1勝(第3)
- ミラノ〜サンレモ 優勝
- ツアー・オブ・カリフォルニア 区間1勝(第8)
- 世界選手権・個人ロードレース 2位
- UCIワールドツアー 個人総合19位

2012年
- オリカ・グリーンエッジに移籍。
- ジロ・デ・イタリア 区間1勝(第3)。
- ツール・ド・フランス ポイント賞部門 3位
- GP西フランス・プルエー 4位

2013年
- ティレーノ〜アドリアティコ 区間1勝(第2)